# Chiasmoneura collessi
Chiasmoneura collessi är en tvåvingeart som beskrevs av Loïc Matile 1990. Chiasmoneura collessi ingår i släktet Chiasmoneura och familjen platthornsmyggor. Inga underarter finns listade i Catalogue of Life.